# Ремон-Рупен
Ремон-Рупен од Антиохије (1199-1219 или 1221/1222) био је кнез Антиохије од 1205. до 1208. и од 1216. до 1219. Такође је носио титулу "Rex Iunior" у Јерменији између 1199. и 1221/1222.

## Биографија
Ремон-Рупен је син Ремона IV од Триполија (старијег сина Боемунда III) и његове жене Алисе Јерменске. Иако је Ремон-Рупен био директан наследник, он је стављен ван закона од стране свог ујака Боемунда IV од Антиохије који је наследио кнежевину 1201. године. Захваљујући својој мајци Алиси и њеном брату Лаву II Јерменском, Ремон је успео да поврати право на престо. Његова прва владавина трајала је само три године док Боемунд није поново преузео контролу над Антиохијом. Ремон је 1216. године поново повратио престо, али се на њему поново задржао само четири године. У борби за јерменски престо је убијен. Према неким изворима је заробљен и умро у тамници неколико година касније.

## Породично стабло
|  |                            |  |  |  |  |  |  |  |  |  |  |  |  |  |  |  |
|  | 2. Рајмунд IV од Триполија |  |  |  |  |  |  |  |  |  |  |  |  |  |  |  |
|  |                            |  |  |  |  |  |  |  |  |  |  |  |  |  |  |  |
|  |                            |  |  |  |  |  |  |  |  |  |  |  |  |  |  |  |
|  | 1. Ремон-Рупен             |  |  |  |  |  |  |  |  |  |  |  |  |  |  |  |
|  |                            |  |  |  |  |  |  |  |  |  |  |  |  |  |  |  |
|  |                            |  |  |  |  |  |  |  |  |  |  |  |  |  |  |  |
|  | 3. Алиса Јерменска         |  |  |  |  |  |  |  |  |  |  |  |  |  |  |  |
|  |                            |  |  |  |  |  |  |  |  |  |  |  |  |  |  |  |
|  |                            |  |  |  |  |  |  |  |  |  |  |  |  |  |  |  |